# Hôtel du bailli Hoffmann
L'hôtel du bailli Hoffmann est un monument historique situé à Haguenau, dans le département français du Bas-Rhin.

## Localisation
Ce bâtiment est situé aux 55, 57 Grande'Rue à Haguenau.

## Historique
L'édifice fait l'objet d'une inscription au titre des monuments historiques depuis 1985.

## Architecture

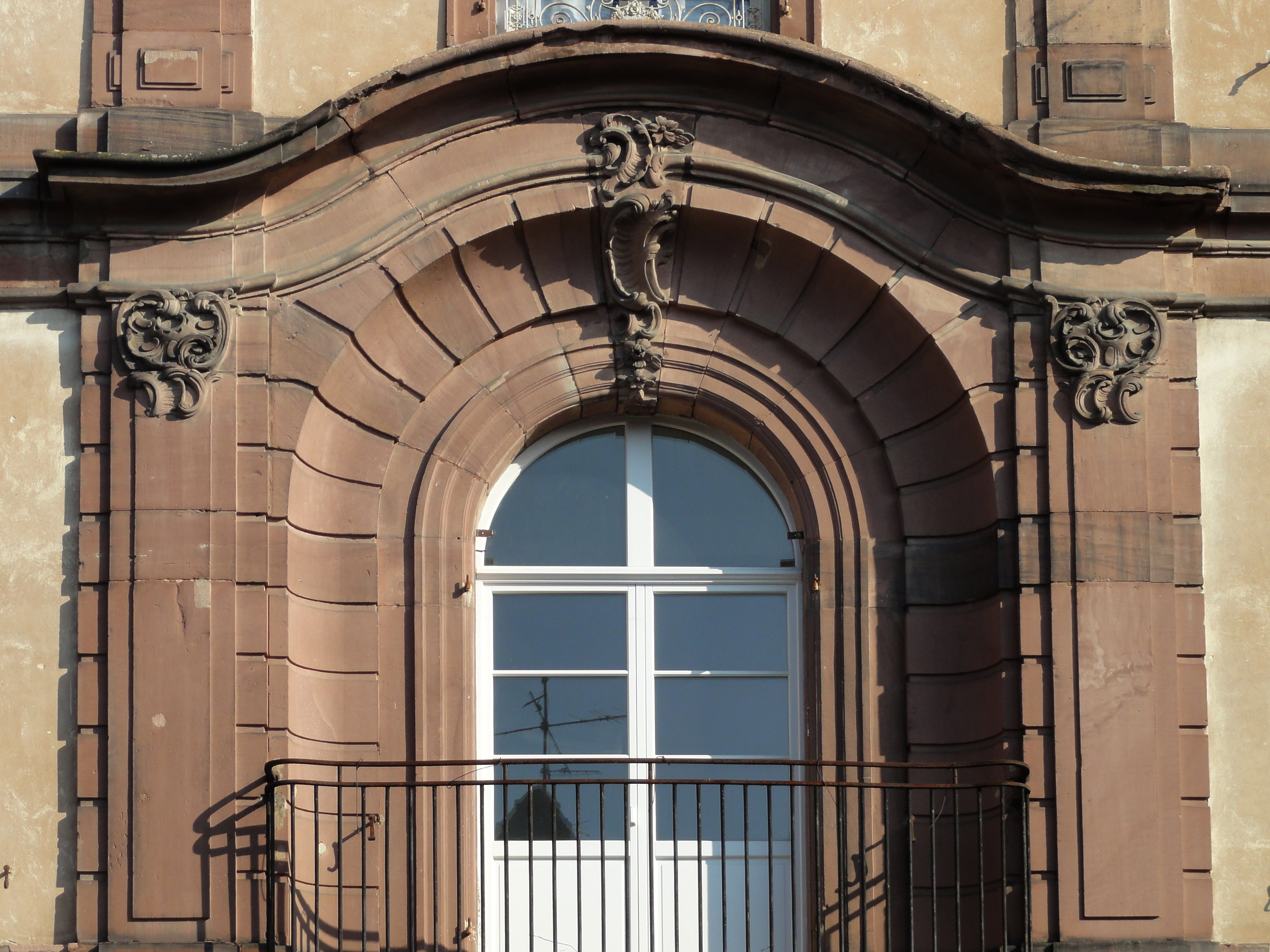
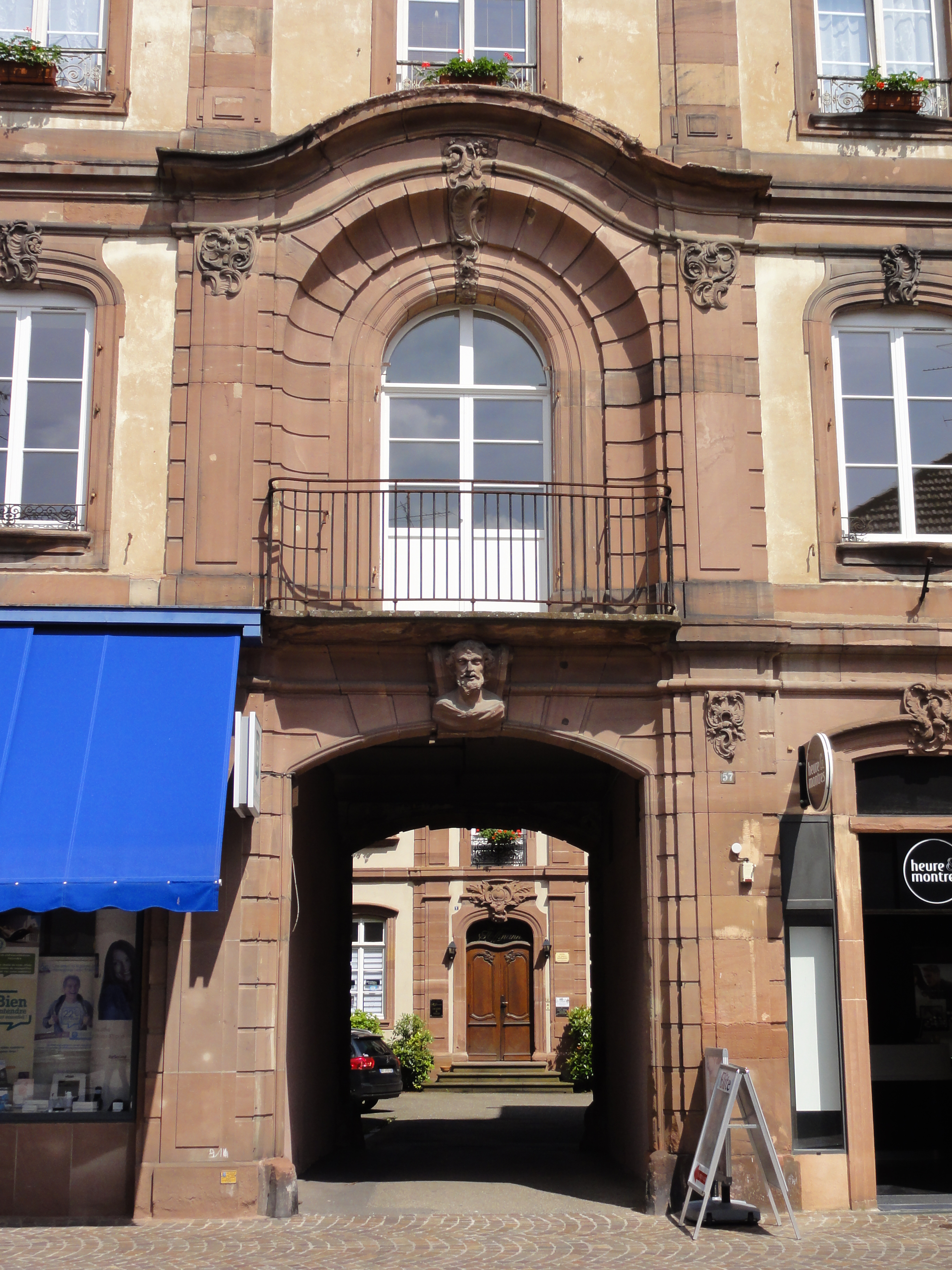
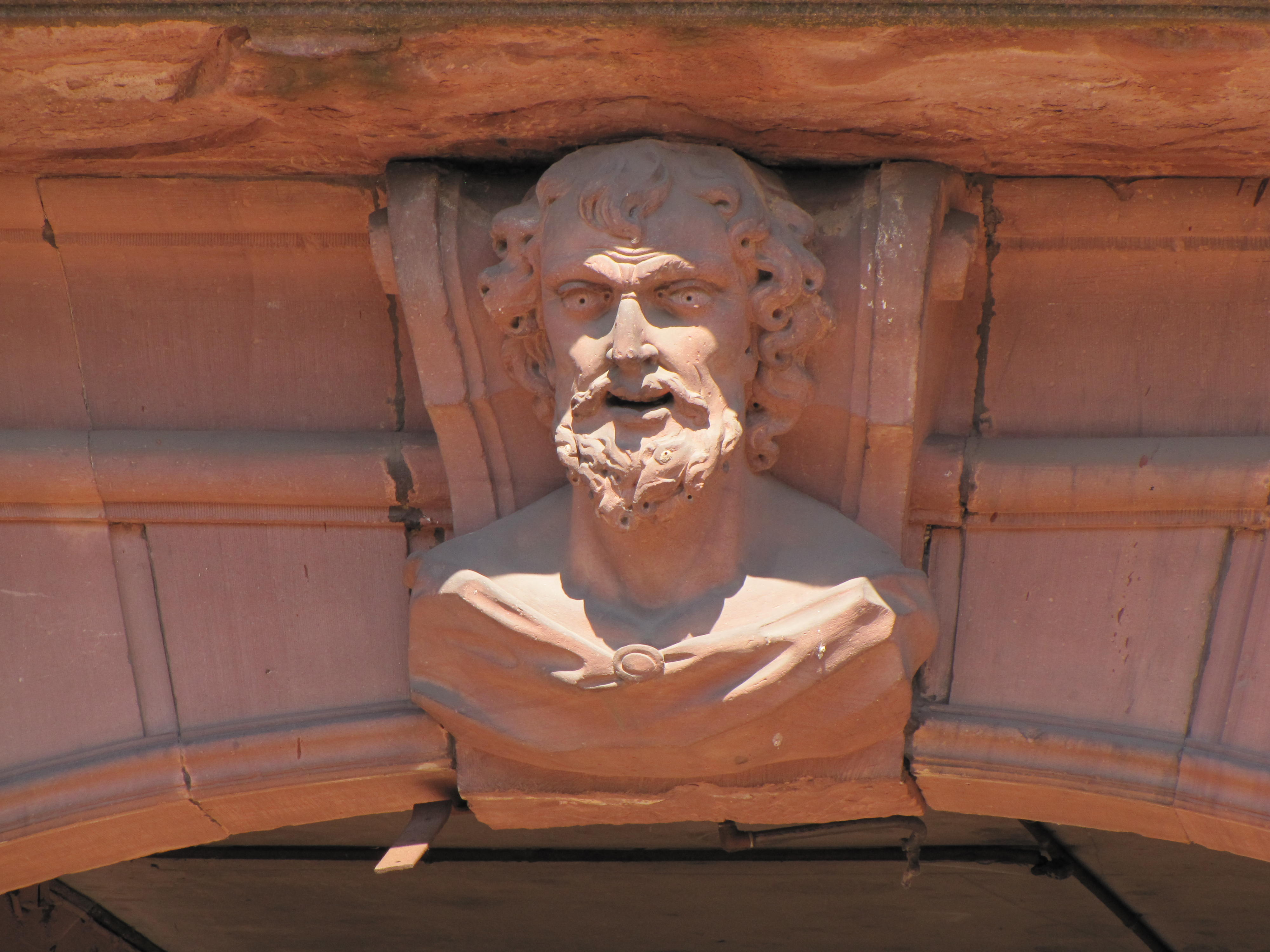
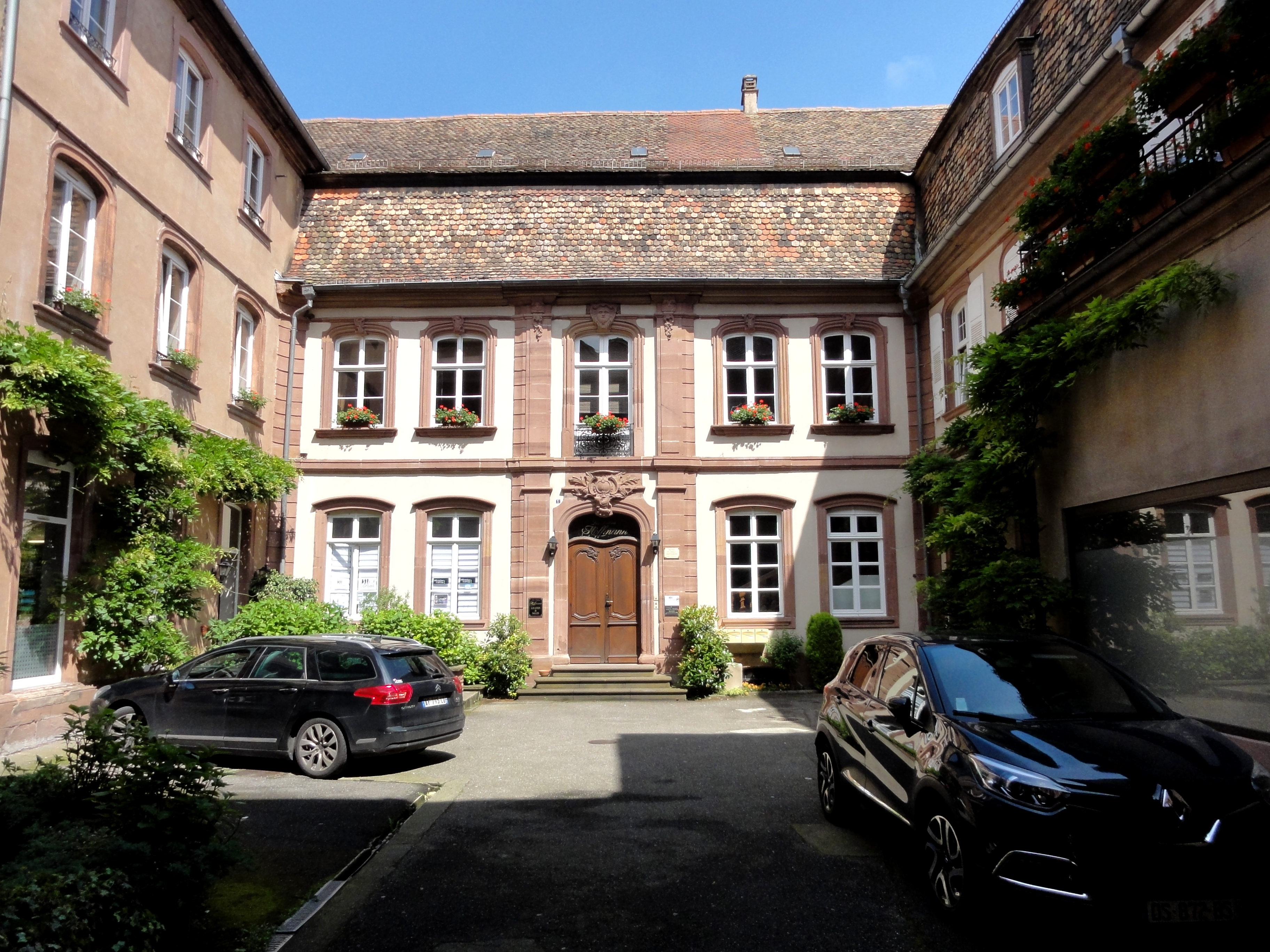